# Hans Bütikofer
Hans Bütikofer, né le 29 juillet 1915 à Coire et mort le 12 janvier 2011 à Thoune, est un bobeur suisse notamment médaillé d'argent en bob à quatre aux Jeux olympiques d'hiver de 1936.

## Biographie
Hans Bütikofer reçoit sa passion pour le bobsleigh de son cousin et pilote Reto Capadrutt. Il prend part aux Jeux olympiques d'hiver de 1936 organisés à Garmisch-Partenkirchen en Allemagne à l'âge de 20 ans, où il est le plus jeune bobeur de la délégation suisse. Il participe en bob à quatre avec Hans Aichele, Reto Capadrutt et Fritz Feierabend, avec qui il est septième de la manche 1, troisième de la manche 2 et cinquième de la manche 3. Ils battent le record de la piste lors de la quatrième et dernière manche, ce qui leur permet de gagner la médaille d'argent derrière l'autre équipe suisse, menée par le pilote Pierre Musy. Bütikofer pratique également d'autres sports : il est notamment champion suisse de water-polo en 1936, participe aux finales du championnat de Suisse de hockey sur glace la même année et est tireur de 1953 à 2009. Pendant longtemps, il est président puis président d'honneur de l'association des Swiss Olympians, qui regroupe des anciens participants suisses aux Jeux olympiques. Le 12 janvier 2011, alors qu'il est le plus âgé des médaillés olympiques suisses en vie, il meurt dans sa 96e année,.

## Palmarès

### Jeux Olympiques
- : médaillé d'argent en bob à 4 aux JO 1936.